# Porta Garibaldi (Mailand)

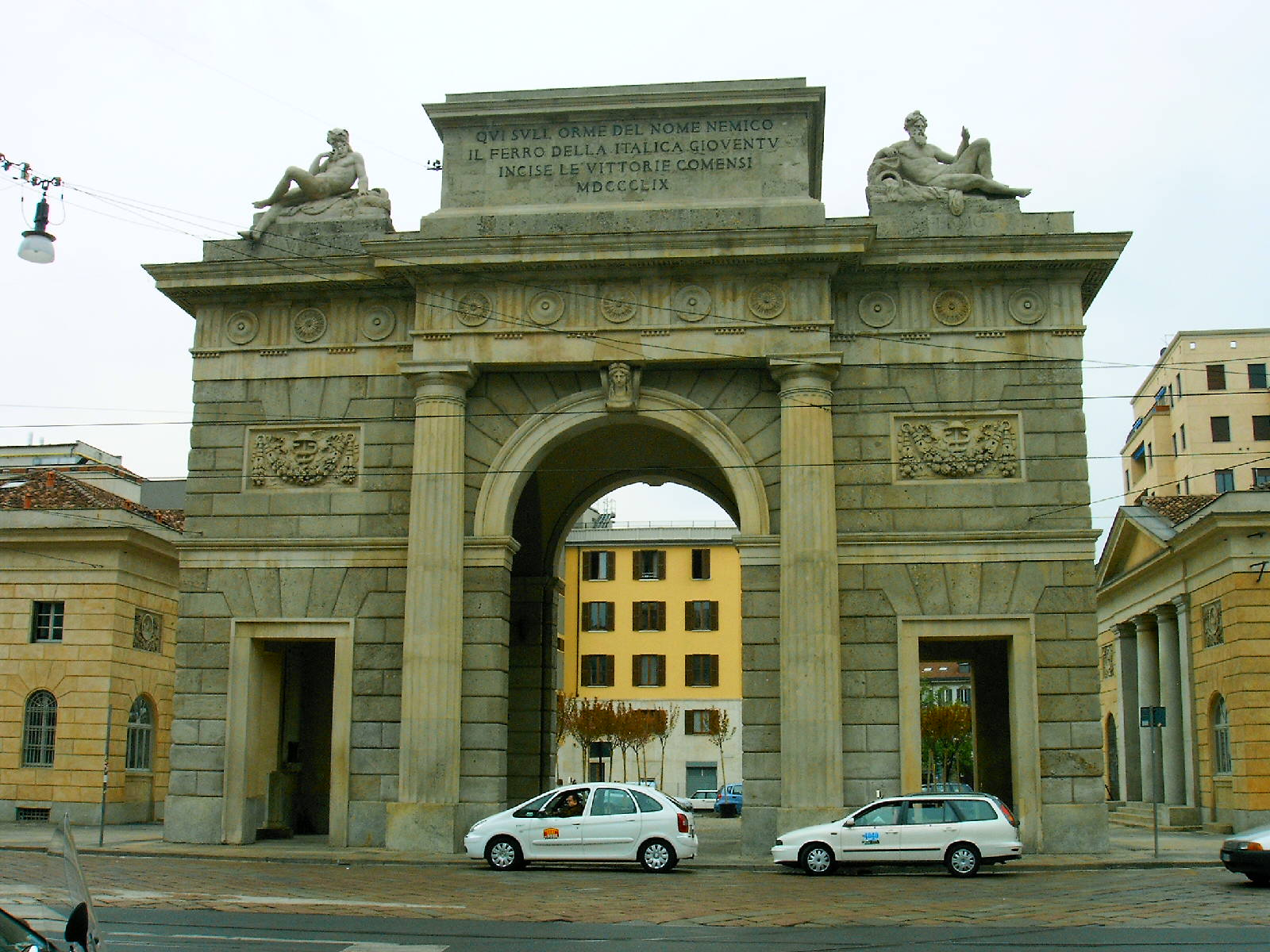
Porta Garibaldi

Porta Garibaldi, zuvor Porta Comasina, ist ein im 19. Jahrhundert vom Architekten Giacomo Moraglia errichtetes Stadttor von Mailand.

Wapen des Stadtteils Porta Comasina

Die alte Porta Comasina geht schon auf die Römerzeit zurück. (Diesen Namen trug auch einer der sechs historischen Stadtteile von Mailand.) Auch die spanischen Stadtmauern von Mailand hatten hier ein bescheidenes Tor. Während der napoleonischen Herrschaft plante die Stadtregierung unter Melzi d’Eril eine generelle Umgestaltung der Basteien und der als Steuergrenzen fungierenden Tore. Ein Projekt von Luigi Cagnola blieb unverwirklicht, die wieder eingesetzte österreichische Herrschaft beauftragte Giacomo Moraglia mit der Planung eines triumphbogenartigen Tores, das 1828 fertiggestellt wurde. Die Kosten übernahmen die Mailänder Kaufleute. 
Die Skulpturen auf dem Tor zeigen Flussgottheiten.
Die Widmungstexte an der Attika änderten sich in der Folge mit den politischen Gegebenheiten:

Zunächst wurde so Kaiser Franz I. geehrt („A FRANCESCO I / PIO OTTIMO MASSIMO / I NEGOZIANTI MILANESI ERESSERO“), ab 1859 die Schlachtensiege Giuseppe Garibaldis. 